# Tabriz Petrochemical Team
Tabriz Petrochemical Team (Perzisch: تیم دوچرخه‌سواری پتروشیمی تبریز) is een Iraanse wielerploeg. De ploeg behaalde zowel de eerste plaats in de individuele ranglijst als in de ploegenranglijst van de UCI Asia Tour in 2008, 2009 en 2010.

## Geschiedenis
Tabriz Petrochemical Team werd in 2002 als Tabriz Petrochemical Cycling Team in Tabriz. De eerste jaren reed de ploeg vooral koersen in eigen land, maar soms ook grotere koersen als de Ronde van Turkije en de Ronde van Langkawi. Voor het seizoen 2007-2008 schreven ze zich in UCI Continental Team. In de eerste jaren van Tabriz Petrochemical Team bestond de ploeg vooral uit Iraanse renners. Sinds 2008 rijden ook enkele buitenlandse renners voor de ploeg.

## Bekende (oud-)renners
- Hossein Askari (2008-heden)
- Ahad Kazemi (2008-2010)
- Ghader Mizbani (2008-heden)
- Mirsamad Poorseyedigolakhour (2009-2010, 2013-heden)
- Mahdi Sohrabi (2009-2011, 2013-heden)

## Seizoen 2014

### Transfers
| Inkomend | Team 2013 | Uitgaand | Team 2014 |
| -------- | --------- | -------- | --------- |

## Seizoen 2013

### Overwinningen in de UCI Asia Tour
| Datum          | Wedstrijd                                | Cat. | Winnaar                      |
| -------------- | ---------------------------------------- | ---- | ---------------------------- |
| 15 april       | 3e etappe Ronde van de Filipijnen        | 2.2  | Mahdi Sohrabi                |
| 16 april       | 4e etappe Ronde van de Filipijnen        | 2.2  | Ghader Mizbani               |
| 13-16 april    | Eindklassement Ronde van de Filipijnen   | 2.2  | Ghader Mizbani               |
| 26 mei         | 5e etappe Ronde van Azerbeidzjan         | 2.2  | Ghader Mizbani               |
| 22-27 mei      | Eindklassement Ronde van Azerbeidzjan    | 2.2  | Ghader Mizbani               |
| 2 juni         | 1e etappe Ronde van Singkarak            | 2.2  | Hossein Askari               |
| 6 juni         | 5e etappe Ronde van Singkarak            | 2.2  | Amir Kolahdozhagh            |
| 9 juni         | 7e etappe Ronde van Singkarak            | 2.2  | Mahdi Sohrabi                |
| 2-9 juni       | Eindklassement Ronde van Singkarak       | 2.2  | Ghader Mizbani               |
| 23 juni        | Iraans kampioenschap                     | CN   | Ghader Mizbani               |
| 23 juni        | Iraans kampioenschap, Beloften           | CN   | Amir Kolahdozhagh            |
| 9 juli         | 3e etappe Ronde van het Qinghaimeer      | 2.HC | Pourseyedigolakhour Mirsamad |
| 7-20 juli      | Eindklassement Ronde van het Qinghaimeer | 2.HC | Pourseyedigolakhour Mirsamad |
| 19 augustus    | 2e etappe Ronde van Borneo               | 2.2  | Mahdi Sohrabi                |
| 21 augustus    | 4e etappe Ronde van Borneo               | 2.2  | Ghader Mizbani               |
| 22 augustus    | 5e etappe Ronde van Borneo               | 2.2  | Mahdi Sohrabi                |
| 18-22 augustus | Eindklassement Ronde van Borneo          | 2.2  | Ghader Mizbani               |
| 3 november     | 2e etappe Ronde van Ijen                 | 2.2  | Pourseyedigolakhour Mirsamad |
| 2-5 november   | Eindklassement Ronde van Ijen            | 2.2  | Pourseyedigolakhour Mirsamad |

### Renners
| Naam                                        | Geboortedatum     | Nationaliteit | Ploeg 2012    |
| ------------------------------------------- | ----------------- | ------------- | ------------- |
| Ali Akbar Abdolzadeh                        | 9 april 1973      | Iran          |               |
| Yaser Asadnia                               | 10 augustus 1994  | Iran          | Neo           |
| Alireza Asgharzadeh                         | 11 januari 1986   | Iran          |               |
| Hossein Askari                              | 23 maart 1975     | Iran          |               |
| Esmaeil Bagheri                             | 22 oktober 1994   | Iran          | Neo           |
| Mohammadreza Eimanigoloujeh                 | 15 juni 1993      | Iran          | Neo           |
| Karim Khorrami                              | 4 juni 1991       | Iran          | Neo           |
| Amir Kolahdozhagh                           | 7 januari 1993    | Iran          |               |
| Ghader Mizbani                              | 6 december 1975   | Iran          |               |
| Hossein Nateghi                             | 8 februari 1987   | Iran          |               |
| Pourseyedigolakhour Mirsamad (vanaf 1 juli) | 15 oktober 1985   | Iran          | Geen          |
| Saeid Safarzadeh                            | 21 september 1985 | Iran          |               |
| Mahdi Sohrabi                               | 12 oktober 1981   | Iran          | Lotto-Belisol |